# Čista matematika
Čista matematika je izučavanje matematičkih koncepata nezavisno od bilo koje aplikacije izvan matematike. Ovi koncepti mogu poticati iz problema stvarnog sveta, i dobijeni rezultati mogu se kasnije pokazati korisnim za praktične primene, mada čisti matematičari nisu primarno motivisani takvim aplikacijama. Umesto toga, podstrek se pripisuje intelektualnom izazovu i estetskoj lepoti razrade logičkih posledica osnovnih principa.
Dok je čista matematika postojala kao aktivnost bar od doba antičke Grčke, koncept je razrađen oko 1900. godine, nakon uvođenja teorija sa kontraintuitivnim svojstvima (kao što su neeuklidskе geometrijе i Kantorova teorija o beskonačnim skupovima) i otkrića očiglednih paradoksa (poput kontinuiranih funkcija koje nigde nisu diferencijabilne i Raselovog paradoksa). Usled toga je došlo do obnavljanja koncepta matematičke strogosti i prerade celokupne matematike u skladu sa sistematskom upotrebom aksiomatskih metoda. Ovo je navelo mnoge matematičare da se usredsrede na matematiku zarad nje same, odnosno na čistu matematiku.
Ipak, gotovo sve matematičke teorije ostale su motivisane problemima koji dolaze iz stvarnog sveta ili iz manje apstraktnih matematičkih teorija. Takođe, mnoge matematičke teorije, koje su izgledale kao potpuno čista matematika, na kraju su korišćene u primenjenim oblastima, uglavnom fizici i informatici. Čuveni rani primer je demonstracija Isaka Njutna da je njegov univerzalni zakon gravitacije podrazumevao da se planete kreću u orbitama koje su koničnih preseka, geometrijskih krivih koje je u antici proučavao Apolonije. Drugi primer je problem faktorisanja velikih celih brojeva, što je osnova RSA kriptosistema, koji se široko koristi za zaštitu internet komunikacija.
U današnje vreme, razlika između čiste i primenjene matematike više je filozofsko stanovište ili preferencija matematičara nego kruta podela matematike. Konkretno, nije neuobičajeno da se neki članovi odeljenja za primenjenu matematiku opisuju kao čisti matematičari.

## Istorija

### Antička Grčka
Antički grčki matematičari su bili među najranijima koji su pravili razliku između čiste i primenjene matematike. Platon je pomogao da se stvori jaz između „aritmetike”, koja se danas naziva teorijom brojeva, i „logistike”, koja se sada naziva aritmetika. Platon je logistiku (aritmetiku) smatrao pogodnom za privrednike i ratnike koji „moraju naučiti veštinu brojeva ili [oni] neće znati kako da postave [svoje] trupe” i aritmetiku (teoriju brojeva) podesnom ya filozofe „jer [oni moraju] da izdignu iz mora promena i da se drže istinskog bića.” Euklid iz Aleksandrije, kada ga je jedan od njegovih učenika pitao u čemu je upotreba proučavanja geometrije, zamolio je svog roba da studentu da kovanicu, „budući da on mora imati koristi od onog što nauči”. Grčkog matematičara Apolonija iz Pergama pitali su o korisnosti nekih njegovih teorema iz knjige IV Konike na šta je on s ponosom uzvratio, „Oni su vredni prihvatanja zbog samih demonstracija, na isti način kao što prihvatamo mnoge druge stvari iz matematike zbog toga i bez ikakvog drugog razloga.” Budući da mnogi njegovi rezultati nisu bili primenljivi na nauku ili inženjerstvo njegovog dana, Apolonije je dalje u predgovoru pete knjige Konusa tvrdio da je ta tema jedna od onih koje „... izgledaju vredne proučavanja radi sebe samih.”

### 19. vek
Sam termin je sadržan u punom naslovu Sadlirijanske katedre, Sadlirijanski profesor čiste matematike, osnovane (kao profesura) sredinom devetnaestog veka. Moguće je da se ideja o zasebnoj disciplini čiste matematike pojavila u to vreme. Gausova generacija nije pridavala veliki značaj razlici između čistog i primenjenog. U narednim godinama, specijalizacija i profesionalizacija (posebno u Vajerštrasovom pristupu matematičkoj analizi) počele su da čine rascep očiglednijim.

### 20. vek
Na početku dvadesetog veka, matematičari su preuzeli aksiomatsku metodu, pod jakim uticajem Davida Hilberta. Logička formulacija čiste matematike koju je Bertrand Rasel predložio u smislu kvantifikatne strukture propozicija činila se sve verodostojnijom, budući da su veliki delovi matematike postali aksiomatizovani i stoga podložni jednostavnim kriterijumima rigoroznog dokaza.
Čista matematika, prema gledištu koje se može pripisati Burbakijevoj grupi, je ono što je dokazano. Čist matematičar je postao priznato zvanje, dostižno obukom.
Postoji stanovište prema kome je čista matematika korisna u inženjerskom obrazovanju: „Postoji obuka u navikama razmišljanja, gledištima i intelektualnom razumevanju običnih inženjerskih problema, koja može dati samo studiranje više matematike.”

## Literatura =
- Bouleau, Nicolas (1999). Philosophie des mathématiques et de la modélisation: Du chercheur à l'ingénieur. L'Harmattan. ISBN 978-2-7384-8125-2.
- Boyer, Carl Benjamin (1991). A History of Mathematics (2nd изд.). New York: Wiley. ISBN 978-0-471-54397-8.
- Eves, Howard (1990). An Introduction to the History of Mathematics (6th изд.). Saunders. ISBN 978-0-03-029558-4.
- Kleiner, Izraïl' (2007). A History of Abstract Algebra. Springer Science & Business Media. ISBN 978-0-8176-4684-4. Архивирано из оригинала 7. 3. 2023. г. Приступљено 11. 11. 2022.
- Kline, Morris (1990). Mathematical Thought from Ancient to Modern Times. New York: Oxford University Press. ISBN 978-0-19-506135-2.
- Monastyrsky, Michael (2001). „Some Trends in Modern Mathematics and the Fields Medal” (PDF). CMS – Notes – de la SMC. Canadian Mathematical Society. 33 (2–3). Архивирано (PDF) из оригинала 13. 8. 2006. г. Приступљено 28. 7. 2006.
- Oakley, Barbara (2014). A Mind For Numbers: How to Excel at Math and Science (Even If You Flunked Algebra). New York: Penguin Random House. ISBN 978-0-399-16524-5. „A Mind for Numbers.”
- Peirce, Benjamin (1881).  Peirce, Charles Sanders, ур. „Linear associative algebra”. American Journal of Mathematics (Corrected, expanded, and annotated revision with an 1875 paper by B. Peirce and annotations by his son, C.S. Peirce, of the 1872 lithograph изд.). 4 (1–4): 97—229. JSTOR 2369153. doi:10.2307/2369153. hdl:2027/hvd.32044030622997 . Corrected, expanded, and annotated revision with an 1875 paper by B. Peirce and annotations by his son, C. S. Peirce, of the 1872 lithograph ed. Google Eprint and as an extract, D. Van Nostrand, 1882, Google Eprint. Архивирано из оригинала 31. 3. 2021. г. Приступљено 17. 11. 2020..
- Peterson, Ivars (2001). Mathematical Tourist, New and Updated Snapshots of Modern Mathematics. Owl Books. ISBN 978-0-8050-7159-7.
- Popper, Karl R. (1995). „On knowledge”. In Search of a Better World: Lectures and Essays from Thirty Years. New York: Routledge. Bibcode:1992sbwl.book.....P. ISBN 978-0-415-13548-1.
- Riehm, Carl (август 2002). „The Early History of the Fields Medal” (PDF). Notices of the AMS. 49 (7): 778—782. Архивирано (PDF) из оригинала 26. 10. 2006. г. Приступљено 2. 10. 2006.
- Sevryuk, Mikhail B. (јануар 2006). „Book Reviews” (PDF). Bulletin of the American Mathematical Society. 43 (1): 101—109. doi:10.1090/S0273-0979-05-01069-4 . Архивирано (PDF) из оригинала 23. 7. 2006. г. Приступљено 24. 6. 2006.
- Whittle, Peter (1994). „Almost home”.  Ур.: Kelly, F.P. Probability, statistics and optimisation: A Tribute to Peter Whittle (previously "A realised path: The Cambridge Statistical Laboratory up to 1993 (revised 2002)" изд.). Chichester: John Wiley. стр. 1—28. ISBN 978-0-471-94829-2. Архивирано из оригинала 19. 12. 2013. г.
- Benson, Donald C. (1999). The Moment of Proof: Mathematical Epiphanies. Oxford University Press. ISBN 978-0-19-513919-8.
- Davis, Philip J.; Hersh, Reuben (1999). The Mathematical Experience (Reprint изд.). Boston; New York: Mariner Books. ISBN 978-0-395-92968-1. Available online (registration required).
- Courant, Richard; Robbins, Herbert (1996). What Is Mathematics?: An Elementary Approach to Ideas and Methods (2nd изд.). New York: Oxford University Press. ISBN 978-0-19-510519-3.
- Gullberg, Jan (1997). Mathematics: From the Birth of Numbers. W.W. Norton & Company. ISBN 978-0-393-04002-9.
- Hazewinkel, Michiel, ур. (2000). Encyclopaedia of Mathematics. Kluwer Academic Publishers. – A translated and expanded version of a Soviet mathematics encyclopedia, in ten volumes. Also in paperback and on CD-ROM, and online. Архивирано јул 3, 2011 на сајту .
- Hodgkin, Luke Howard (2005). A History of Mathematics: From Mesopotamia to Modernity. Oxford University Press. ISBN 978-0-19-152383-0.
- Jourdain, Philip E. B. (2003). „The Nature of Mathematics”.  Ур.: James R. Newman. The World of Mathematics. Dover Publications. ISBN 978-0-486-43268-7.
- Pappas, Theoni (1986). The Joy Of Mathematics. San Carlos, California: Wide World Publishing. ISBN 978-0-933174-65-8.
- Waltershausen, Wolfgang Sartorius von (1965). Gauss zum Gedächtniss. Sändig Reprint Verlag H. R. Wohlwend. ISBN 978-3-253-01702-5.